# 6 novembre 2018
Le mardi 6 novembre 2018 est le 310e jour de l'année 2018.

## Décès
Par ordre alphabétique.
- Bernard Landry, homme politique, professeur et avocat canadien.

## Événements
- Élections législatives, sénatoriales et des gouverneurs aux États-Unis.
- Référendum constitutionnel à Antigua-et-Barbuda.
- Référendum constitutionnel à la Grenade.
- Référendum constitutionnel aux Samoa américaines.